# Dekrety Brzetysława I
Dekrety Brzetysława I – najstarszy znany czeski zbiór praw. Zachował się jedynie jako przytoczenie w tekście Kroniki Kosmasa.

## Przedmiot dekretów
Dekrety Brzetysława według relacji Kosmasa zamieszczonej w jego kronice dotyczyły następujących zagadnień:
- kwestia zgodności małżeństwa z prawem, w szczególności zakaz poligamii;
- nierozerwalność małżeństwa;
- regulacje związane z przemocą wewnątrz małżeństwa;
- regulacje przeciw kobiecym seksualnym stosunkom pozamałżeńskim oraz aborcji;
- penalizacja zabójstw, z wyróżnieniem tych, których ofiary były stanu duchownego lub należały do rodziny mordercy;
- delegalizacja tawern oraz przepisy przeciw osobom oddającym się pijaństwu;
- zakaz pracy (w szczególności handlu) w niedzielę i pozostałe święta;
- regulacje dotyczące pochówku[1].

## Charakter dekretów
Analizę zamieszczonych w Kronice Czechów dekretów przeprowadził Marcin Pauk. Wskazuje on, że ich zakres tematyczny pokrywa się z problematyką poruszaną przez prawo kanoniczne. Jedynie w przypadku rygorystycznego zakazu dotyczącego tawern nie ma odniesienia w regulacjach synodalnych. Najbliższym źródłem prawnym odnalezionym przez historyka są instrukcje dotyczące sądu synodalnego, zamieszczone w dwóch manuskryptach Decretum – kompilacji prawa kanonicznego autorstwa Burcharda z Wormacji. Same instrukcje powstały według badacza we wschodniej Frankonii, która we wczesnym średniowieczu była regionem występowania słabo schrystianizowanej ludności słowiańskiej.
Na kościelną proweniencję dekretów wskazuje również istotna rola archiprezbitrów, którym prawa te powierzają egzekwowanie kar materialnych, bądź wydawanie, w określonych przypadkach, zabójców władzy świeckiej. Interwencja księcia lub komesa niezbędna była w przypadku, gdy morderca uchylał się od odprawienia nałożonej na niego kościelnej pokuty. Również w wygnaniu, przewidzianym dla zabójców kleru i członków własnej rodziny, Pauk widzi konieczność odbycia pokutnej pielgrzymki. Inną wskazówką ujawniającą kościelny charakter prawodawstwa jest sąd boży, występujący w dekretach jako środek dowodowy.

## Okoliczności ogłoszenia
Według narracji Kosmasa do ogłoszenia dekretów miało dojść w Gnieźnie, podczas wyprawy przeciwko Polsce, do której doszło w 1038 lub 1039 roku. Do miasta Czesi przybyli z zamiarem przeprowadzenia translacji spoczywających tam szczątków świętego Wojciecha. Biskup praski Sewer, w celu uniknięcia świętokradztwa, nakazał Czechom zachowanie trzydniowego postu, a gdy ci nie posłuchali tych zaleceń, zostali ukarani czasową utratą mowy, czucia i wzroku. Drugim warunkiem koniecznym do przeprowadzenia translacji, przedstawionym Sewerowi we śnie przez zainteresowanego świętego, było zaprzestanie popełniania grzechów. W związku z tym do kościoła św. Marii przybył Brzetysław I i po długiej modlitwie ogłosił dekrety. Towarzyszyły temu klątwy Sewera przeciwko osobom te przepisy łamiącym. Po ogłoszeniu praw Czesi mogli w końcu otworzyć grób Wojciecha Sławnikowica.
Marcin Pauk uważa, iż miejsca i czasu ogłoszenia dekretów podanego przez kronikarza nie można wykluczyć, ale jest on mało prawdopodobny. Bezpośrednią motywacją ich ogłoszenia mógł być synod w Treburze, w którym być może uczestniczył biskup Sewer. Atmosfera dotycząca planowanej lub odbytej translacji świętego Wojciecha ułatwiłaby przyjęcie restrykcyjnych zasad religijnych. Argumentacją mogła być zasugerowana przez Kosmasa chęć naprawy wyrządzonych świętemu krzywd. Historyk proponuje datowanie uchwalenia dekretów na lata 1036–1040, na zwołanym w Pradze „wiecu o charakterze zgromadzenia synodalnego”.